# Arado Ar E.556
De Arado Ar E.556 was een project voor een “Zerstörer” uit 1943 dat werd ontwikkeld door de Duitse vliegtuigontwerper Arado.
Men gebruikte het Arado Ar 440 ontwerp als basis voor het project. Dit had natuurlijk tot gevolg dat het uiterlijk erg op dit ontwerp leek. Er werden ook veel onderdelen van de Ar 440 gebruikt om zo de ontwikkeltijd te beperken. Hierdoor was het tevens mogelijk om het ontwerp nog in 1943 in te leveren bij het RLM.
Het gehele project stond onder leiding van Dipl-Ing Walter Blume. Het uiteindelijk ontwerp had echter niets meer te maken met de Ar 440.
De romp werd geheel opnieuw ontworpen. De vleugels waren tegen het midden van de rompzijkant geplaatst. De staartsectie was van twee richtingsroeren voorzien. De motoren waren twee Daimler-Benz DB 609 zestien cilinder vloeistofgekoelde lijnmotoren van 2.660 pk elk.
De bewapening bestond uit vier 30 mm MK102 kanonnen in de rompneus en een 30 mm MK108 kanon in de staartsectie.
Het toestel kon aan alle eisen van het RLM voldoen maar werd toch geannuleerd. De grootste oorzaak was het annuleren van de ontwikkeling en de bouw van de DB 609 motoren door het RLM ondanks dat ze over uitstekende prestaties beschikte. Er werd hiervoor geen geldige reden opgegeven.